# 백승렬
백승렬(1989년 6월 22일 ~)은 대한민국의 뮤지컬 배우다.

## 방송
- 캐스팅 콜 (2018) - 우승
- 제1회 CTS 가스펠 경연대회 (2018) - 동상

## 공연
- 구미호 이야기 (2015)
- 화랑 (2015)
- 에드거 앨런 포 (2016)
- 기억전달자 (2016)
- 바람과 함께 사라지다 (2018)
- 더 캐슬 (2019)
- 너를 위한 글자 (2019)
- 모든 순간이 너였다 (2019)
- 재생불량소년 (2019)
- 팝페라가수 이승훈 미니콘서트 (2020)
- 유앤잇 (2020)
- 제14회 DIMF 푸르고 푸른 - 대구 (2020)
- 인서트 코인 (2021)

## CF
- 삼성제약 - 와우코스 (2015)